# Prosopofrontina pulchra
Prosopofrontina pulchra là một loài ruồi trong họ Tachinidae.